# Bibliothèque d'Etelä-Haaga
La bibliothèque d'Etelä-Haaga (finnois : Etelä-Haagan kirjasto) est une bibliothèque de la section Etelä-Haaga du quartier de Haaga à Helsinki en Finlande,.

## Présentation
La bibliothèque d'Etelä-Haaga a été fondée en 1946 et en 1964, elle occupe par un bâtiment  recouvert de briques jaune-brun conçu par l'architecte Helvi Mether-Borgström dans la cour de l'école primaire de Kyläneva à Etelä-Haaga,.
La bibliothèque est voisine de l'école primaire d'Haaga (niveaux 1 à 6).
La bibliothèque est l'un des établissements de la bibliothèque municipale d'Helsinki.

## Groupement Helmet de bibliothèques
La bibliothèque de Etelä-Haaga fait partie du groupement Helmet, qui est un groupement de bibliothèques municipales d'Espoo, d'Helsinki, de Kauniainen et de Vantaa ayant une liste de collections commune et des règles d'utilisation communes.